# Les Petits Sauvages
Les Petits Sauvages (Das Bus) est le 14e épisode de la saison 9 de la série télévisée d'animation Les Simpson.

## Synopsis
La famille Simpson regarde un film sur l'arche de Noé mais le film se termine tard à tel point lorsqu'il se finit, c'est déjà le matin. Marge envoie les enfants à l'école tandis qu'Homer simule une variole pour ne pas aller travailler. La classe de Bart et celle de Lisa ont comme projet de participer à un voyage scolaire dans lequel ils joueront différents délégués nationaux. Bart et Nelson font une course avec une pomme et une orange, et Milhouse utilise un pamplemousse pour se joindre à la course. À cause du pamplemousse de Milhouse qui vient se loger sous une des pédales, Otto Bus perd alors le contrôle du véhicule et tout le monde atterrit sur une île.
Homer, pendant ce temps, trouve un courrier destiné aux Flanders et qui est arrivé par erreur dans sa boîte aux lettres. Il décide de créer une société commerciale après que Ned lui a appris qu'on pouvait en créer une.